# Chechenpress
L'agence de presse d'État Chechenpress (SNA Chechenpress) est l'agence de presse des séparatistes tchétchènes qui se proclament les représentants de la République tchétchène d'Itchkérie. C'était l'agence de presse officielle de la Tchétchénie.
Depuis 2008, SNA Chechenpress, lié à Akhmed Zakayev basé à Londres, au Royaume-Uni, est le site Web nationaliste tchétchène rival du site Web islamiste Kavkaz Center géré par Movladi Udugov. En novembre 2007, les rédacteurs de Chechenpress ont déclaré qu'elle travaillait depuis lors directement sous le Parlement ChRI.